# Alfredo Cortês
Alfredo Ferreira Cortês (auch manchmal Cortez; * 29. Juli 1880 in Estremoz, Portugal; † 7. April 1946 in Oliveira de Azeméis, Distrikt Aveiro, Portugal) war ein portugiesischer Dramatiker. Er war ein bedeutender Vertreter des Naturalismus und des Volkstheaters in Portugal in der ersten Hälfte des 20. Jahrhunderts.

## Leben und Werk
Cortês studierte in Coimbra Rechtswissenschaften und schloss mit einem Examen ab. Danach arbeitete er als Jurist in der früheren Kolonie Angola, zunächst (ab 1920) als Chef der örtlichen Kriminalpolizei, zwischen 1929 und 1930 auch als Strafrichter. 1930 kehrte er endgültig nach Portugal zurück, wo er bis zu seinem Tode lebte. Er war verheiratet und hatte vier Töchter.
Sein Debüt als Dramatiker hatte er 1921 am Teatro Nacional mit dem Stück „Zilda“. Viele Stücke wurden wegen skandalösen Inhalts zensiert, so weil er in manchen schonungslose Religionskritik übte. Sein Werk war vom Naturalismus geprägt und in vielen Dingen sehr volkstümlich; viele Stücke sind auch gesellschaftskritisch zu sehen.

## Werke (Auswahl)

### Theaterstücke
- 1921: Zilda
- 1931: Domus
- 1934: O Lodo
- 1936: Gladiadores
- 1936: Tá-Mar
- 1936: Bâton
- 1938: Saias
- 1940: Las-Las

### Drehbuch
- 1942: Ala-Arriba!